# 壁龛

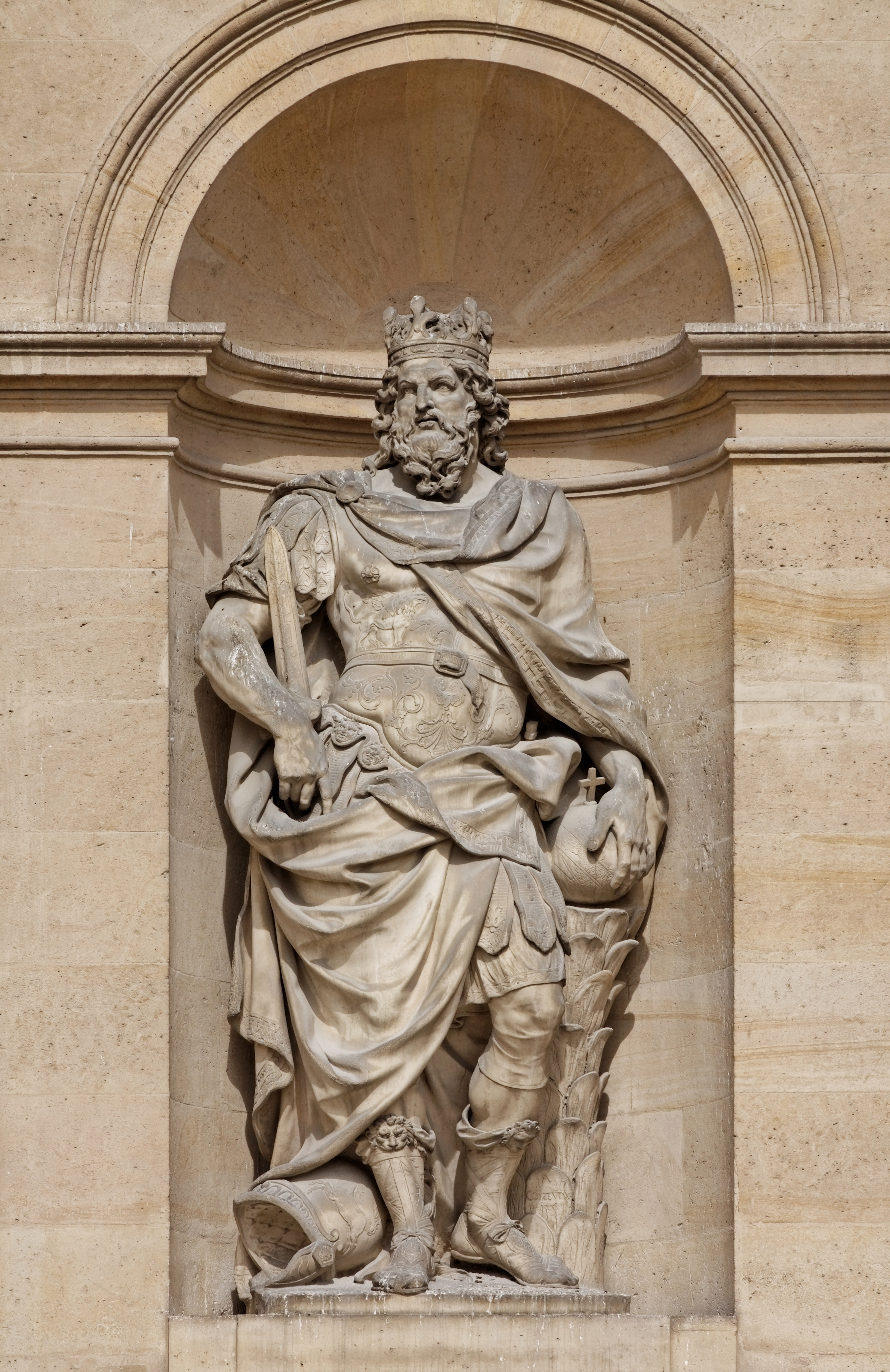
装有法国雕塑家安托万·夸瑟沃雕像的壁龛，法国巴黎荣军院

在建筑学中，壁龛（法語：niche，發音：[niʃ] ⓘ）是在墙壁上修建的凹处，用于放置雕像、半身像、瓮和花瓶等装饰物。在古典主義建築中，缩小版的埃克塞德拉和半圓形後殿是壁龛的典型例子。古希腊和古罗马名门多将壁龛用于家族墓地。

## 参加
- 凹室
- 石洞
- 米哈拉布